# El gran Vázquez
Pour plus de détails, voir Fiche technique et Distribution.
El gran Vázquez est un film espagnol réalisé par Óscar Aibar, sorti en 2010.

## Synopsis
L'histoire de l'auteur de bande dessinée Manuel Vázquez Gallego.

## Fiche technique
- Titre : El gran Vázquez
- Réalisation : Óscar Aibar
- Scénario : Óscar Aibar
- Musique : Nacho Mastretta
- Photographie : Mario Montero
- Montage : Fernando Pardo
- Production : Víctor Macià
- Société de production : Distinto Films, Canal+ España, Castafiore Films, Ciudad de la Luz, El gran Vázquez AIE, Mila Producciones, Televisió de Catalunya, Televisión Española et Tornasol Films
- Pays :  Espagne
- Genre : Biopic et comédie
- Durée : 106 minutes
- Dates de sortie : 
  -  Espagne : 24 septembre 2010

## Distribution
- Santiago Segura : Vázquez
- Mercè Llorens : Rosa
- Álex Angulo : Peláez
- Enrique Villén : González
- Manolo Solo : Ibáñez
- Héctor Vidales : Carlitos
- Pep Sais : Sastre
- Itziar Aizpuru : Paz
- Lita Claver : Madame

## Distinctions
Le film a été nommé au prix Goya du meilleur acteur dans un second rôle pour Álex Angulo.